# Lista de deputados estaduais do Ceará da 10.ª legislatura
Essa é uma lista de deputados estaduais do Ceará eleitos para o período 1947-1951. Foram eleitos 45 deputados.

## Composição das bancadas
| Partido | Líder                      | Bancada | Posição  |
| ------- | -------------------------- | ------- | -------- |
| PSD     | Franklin Chaves            | 19 / 45 | Oposição |
| UDN     | Adahil Barreto Cavalcanti  | 16 / 45 | Governo  |
| PSP     | Péricles Moreira da Rocha  | 7 / 45  | Oposição |
| PCB     | José Pontes Neto           | 2 / 45  | Oposição |
| PRP     | Raimundo Aristides Ribeiro | 1 / 45  | Governo  |

## Deputados estaduais
| Número | Deputados estaduais eleitos           | Partido | Votação | Cidade onde nasceu   | Unidade federativa |
| 41602  | José Valdemar de Alencastro e Silva   | PSD     | 5.375   | Fortaleza            | Ceará              |
| 22777  | Perilo Teixeira                       | UDN     | 4.368   | Itapipoca            | Ceará              |
| 22793  | Adahil Barreto Cavalcanti             | UDN     | 4.321   | Iguatu               | Ceará              |
| 22222  | Murilo Rocha Aguiar                   | UDN     | 4.300   | Ipu                  | Ceará              |
| 21987  | José Pontes Neto                      | PCB     | 4.295   | Massapê              | Ceará              |
| 41830  | Walter de Sá Cavalcanti               | PSD     | 4.277   | Fortaleza            | Ceará              |
| 41527  | Franklin Chaves                       | PSD     | 4.127   | Fortaleza            | Ceará              |
| 22409  | Manoel Gomes Sales                    | UDN     | 3.986   | Acaraú               | Ceará              |
| 41519  | Joel Marques                          | PSD     | 3.809   | Tauá                 | Ceará              |
| 41779  | Parsifal Barroso                      | PSD     | 3.778   | Fortaleza            | Ceará              |
| 46285  | Joaquim Bastos Gonçalves              | PSP     | 3.632   | Carnaubal            | Ceará              |
| 41298  | Paulo de Almeida Sanford              | PSD     | 3.610   | Sobral               | Ceará              |
| 41589  | Vicente Ferrer Augusto Lima           | PSD     | 3.538   | Lavras da Mangabeira | Ceará              |
| 46367  | Antônio de Carvalho Rocha             | PSP     | 3.528   | Uruoca               | Ceará              |
| 22801  | José Ramos Torres de Melo             | UDN     | 3.505   | Fortaleza            | Ceará              |
| 41560  | José Filomeno Ferreira Gomes          | PSD     | 3.427   | Aracaju              | Sergipe            |
| 41807  | Renato Braga                          | PSD     | 3.379   | Cruzeiro do Sul      | Acre               |
| 41550  | Almir Santos Pinto                    | PSD     | 3.356   | Lavras da Mangabeira | Ceará              |
| 22617  | Antônio Barros dos Santos             | UDN     | 3.339   | Fortaleza            | Ceará              |
| 22959  | Manuel Vilebaldo Frota Aguiar         | UDN     | 3.220   | Coreaú               | Ceará              |
| 41791  | Osíris Pontes                         | PSD     | 3.201   | Massapê              | Ceará              |
| 41554  | Manoel Carlos Gouveia                 | PSD     | 3.191   | Aracaju              | Ceará              |
| 41699  | Wilson Gonçalves                      | PSD     | 3.182   | Cajazeiras           | Paraíba            |
| 22792  | José Eretides Martins                 | UDN     | 3.137   | Fortaleza            | Ceará              |
| 41187  | Joaquim de Figueiredo Correia         | PSD     | 3.130   | Várzea Alegre        | Ceará              |
| 22616  | Mário da Silva Leal                   | UDN     | 3.054   | Parambu              | Ceará              |
| 41641  | Waldery Magalhães Uchoa               | PSD     | 3.044   | Itarema              | Ceará              |
| 22569  | Manuel de Castro Filho                | UDN     | 3.041   | Morada Nova          | Ceará              |
| 22438  | Ademar do Nascimento Fernandes Távora | UDN     | 3.016   | Jaguaribe            | Ceará              |
| 46901  | Manuel Gomes de Freitas               | PSP     | 3.004   | Baturité             | Ceará              |
| 22867  | Grijalva Ferreira da Costa            | UDN     | 2.974   | Ubajara              | Ceará              |
| 46914  | Álvaro Lins Cavalcanti                | PSP     | 2.898   | Pedra Branca         | Ceará              |
| 41284  | Francisco Ferreira da Ponte           | PSD     | 2.849   | Acaraú               | Ceará              |
| 22262  | Sebastião Cavalcanti                  | UDN     | 2.792   | Quixeramobim         | Ceará              |
| 22378  | Amadeu Furtado                        | UDN     | 2.769   | Fortaleza            | Ceará              |
| 41123  | Hildeberto Barroso                    | PSD     | 2.765   | Itapipoca            | Ceará              |
| 22645  | José Napoleão de Araújo               | UDN     | 2.731   | Maranguape           | Ceará              |
| 46529  | Péricles Moreira da Rocha             | PSP     | 2.599   | Fortaleza            | Ceará              |
| 22553  | Augusto Tavares de Sá e Benevides     | UDN     | 2.586   | Mombaça              | Ceará              |
| 41774  | Raimundo de Queiroz Ferreira          | PSD     | 2.402   | Jaguaribara          | Ceará              |
| 41541  | José Aristóteles Gondim               | PSD     | 2.397   | Itapajé              | Ceará              |
| 46628  | Francisco Silveira Aguiar             | PSP     | 2.089   | Crato                | Ceará              |
| 46186  | José Crispino                         | PSP     | 1.603   | Quixadá              | Ceará              |
| 44749  | Raimundo Aristides Ribeiro            | PRP     | 1.280   | Reriutaba            | Ceará              |
| 21234  | José Marinho de Vasconcelos           | PCB     | 876     | Fortaleza            | Ceará              |